# Sigge Parling
Sigvard Parling, noto come Sigge Parling (Forsbacka, 26 marzo 1930 – 17 settembre 2016), è stato un calciatore svedese, di ruolo centrocampista. Ha ottenuto buoni risultati anche nel bandy, nel ruolo di portiere.

## Carriera sportiva

### Calcio

#### Caratteristiche
Dotato di un fisico potente e di grande carisma, era un incontrista di centrocampo molto incisivo nei contrasti e molto duro, ma corretto. Aveva un buon controllo di palla e si rendeva utile anche in fase offensiva.

#### Squadre di club
Giocò nelle giovanili di Forsbacka IK e Sandvikens AIK, club con cui debuttò nel 1948 tra i seniores nella Division 2 Nordöstra. Nel 1949 passò al Djurgården, storico club della Allsvenskan, il massimo campionato svedese. Nei primi anni da calciatore aveva sviluppato il fisico anche lavorando come fabbro e dedicandosi con grande impegni agli allenamenti, divenne noto per la sua potenza e per il suo gioco duro; nel periodo al Djurgården fu il primo giocatore a essere chiamato Järnkamin (stufa di ferro), soprannome con cui sarebbe in seguito stata chiamata l'intera squadra. Con questo club vinse il campionato nel 1955 e nel 1959, disputò 195 gare e segnò 12 reti. Nel 1960 si trasferì al Sirius, nel 1963 al Gefle e nel 1965 tornò all'Sandvikens AIK, dove chiuse la carriera nel 1967 in Division 2 Norrland.

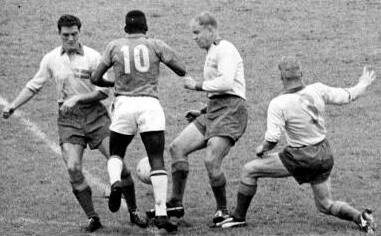
Parling, al centro, contrasta Pelé durante la finale del mondiale 1958

#### Nazionale
Parling fece parte della grande Svezia che al campionato del mondo 1958 raggiunse la finale, persa con il Brasile. Fu il solo giocatore del Djurgården a giocare la finale, dove venne schierato come terzino sinistro. Disputò in nazionale 38 incontri senza segnare alcuna rete.

#### Palmarès

##### Club
- Campionato svedese: 2

Djurgården: 1954-1955 e 1959

##### Individuale
- Nel 2019 il suo nome è stato introdotto nella SFS Hall of Fame.[6]

### Bandy
Oltre che nel calcio, Parling si distinse anche nel bandy, disciplina in cui faceva il portiere. Vinse il campionato svedese con il Sirius e anche nel bandy giocò in nazionale, con la quale nel 1961 si laureò vice-campione del mondo. È stato con Orvar Bergmark l'unico svedese a disputare una finale di Coppa del Mondo sia a bandy che a calcio.